# Challenger de Cleveland 2025
El torneo Cleveland Open 2025 fue un torneo de tenis perteneció al ATP Challenger Tour 2025 en la categoría Challenger 75. Se trató de la 7.ª edición del torneo, que tuvo lugar en la ciudad de Cleveland (Estados Unidos), desde el 27 de enero hasta el 6 de febrero de 2025 sobre pista dura bajo techo.

## Jugadores participantes del cuadro de individuales
| Preclasificado | País                      | Jugador                | Rank1 | Posición en el torneo |
| 1              | Bandera de Argentina      | Federico Agustín Gómez | 134   | Primera ronda         |
| 2              | Bandera de Moldavia       | Radu Albot             | 157   | Primera ronda         |
| 3              | Bandera de Estados Unidos | Ethan Quinn            | 166   | Primera ronda         |
| 4              | Bandera de Japón          | James Trotter          | 186   | Cuartos de final      |
| 5              | Bandera de Estados Unidos | Brandon Holt           | 210   | Segunda ronda, retiro |
| 6              | Bandera de Estados Unidos | Eliot Spizzirri        | 232   | FINAL                 |
| 7              | Bandera de Brasil         | Karue Sell             | 260   | Cuartos de final      |
| 8              | Bandera de Estados Unidos | Jeffrey John Wolf      | 264   | Semifinales           |

- 1 Se ha tomado en cuenta el ranking del 13 de enero de 2024.

### Otros participantes
Los siguientes jugadores recibieron una invitación (wild card), por lo tanto ingresan directamente al cuadro principal (WC):
- Kaylan Bigun
- Jenson Brooksby
- Antoine Ghibaudo

Los siguientes jugadores ingresan al cuadro principal tras disputar el cuadro clasificatorio (Q):
- Trey Hilderbrand
- Tristan McCormick
- Filip Pieczonka
- Nathan Ponwith
- Jackson Ross
- Alex Rybakov

## Campeones

### Individual Masculino
- Colton Smith derrotó en la final a  Eliot Spizzirri por 6–4, 7–6(6), 6–3

### Dobles Masculino
- Robert Cash /  James Tracy derrotaron en la final a  Juan Carlos Aguilar /  Filip Pieczonka por 7–6(4), 6–1